# 41-ша Премія мистецтв Пексан
41-ша Церемонія Премії мистецтв Пексан (кор. 제41회 백상예술대상) — відбулася в Сеулі (Універсальний мистецький центр) 20 травня 2005 року. Транслювалася на телеканалі SBS. Ведучими були Пак Су Хон та Лі Хє Син.

## Номінанти та переможці
Повний список номінантів та переможців. Переможці виділені жирним шрифтом та подвійним хрестиком ().

### Кіно
| Тесан (Велика нагорода) - «Марафон» (фільм) | |
| Найкращий фільм - «Останній постріл президента» - «Порожній будинок» - «Марафон» | Найкраща режисерська робота - Пак Хин Сік — «Моя мати, русалка» - Ім Сан Су — «Останній постріл президента» - Кім Кі Дук — «Порожній будинок»                               |
| Найкращий режисерський дебют - Кім Су Хьон — «Так мило» - Чон Юн Чхоль — «Марафон» - Но Тон Сок — «Моє покоління»                                                                             | Найкращий сценарій - Чон Юн Чхоль — «Марафон» - Ім Сан Су — «Останній постріл президента» - Чан Джін — «Хтось особливий»                                                    |
| Найкраща чоловіча роль - Чо Син У — «Марафон» як Юн Чхо Вон - Пек Йон Сік — «Останній постріл президента» як Кім Че Ґю - Хан Сок Ґю — «Останній постріл президента» як Головний агент КЦРУ Чо | Найкраща жіноча роль - Кім Хє Су — «Красуння без облмччя» як Чі Су - Чон То Йон — «Моя мати, русалка» як Кім На Йон/Чо Йон Сун - Лі Ин Джу — «Багряна літера» як Чхве Ка Хі |
| Найкращий акторський дебют (чоловіки) - Юн Кє Сан — «Літаючі хлопчики» як Кан Мін Дже - Че Хі — «Порожній будинок» як Тхе Сок - Пак Сон У — «Так мило» як Ніс Собаки (ім'я сина)              | Найкращий акторський дебют (жінки) - Су Е — «Родина» як Лі Чон Ин - Кім Джі Су — «Чарівна дівчина» як Чон Хє - Лі Се Йон — «Прекрасні суперники» як Ко Мі Нам               |
| Нагорода за популярність (чоловіки) - Кан Тон Вон — «Дуелянт» як Сумні Очі - Кім Ре Вон — «Моя маленька наречена» як Пак Сан Мін - Лі Дон Гон — «Мій бойфренд - тип Б» як Йон Бін             | |

### Телебачення
| Тесан (Велика нагорода) - «Коханці в Парижі» (серіал) (SBS) | |
| Найкращий серіал - «Пробач, я кохаю тебе» (KBS) - «Погана домогосподарка» (SBS) - «Будь сильна, Кимсун!» (MBC) - «Безсмертний адмірал Лі Сунсін» (KBS) - «Ірландія» (MBC) - «Коханці в Парижі» (SBS) | Найкраща розважальна програма - «Привіт, Франческо» (MBC) - «Люди шукають можливість посміятися» (SBS) - «Вітамін» (KBS)                                                                       |
| Найкраща освітня програма - «Гіркокаштан» (EBS) - «Середній Схід» у 5-ох серіях (MBC) - «Покинути світ, щоб стати священиком» (MBC)                                                                  | Найкраща режисерська робота - Лі Сон Джу — «Безсмертний адмірал Лі Сунсін» - Лі Хьон Мін — «Пробач, я кохаю тебе» - Сін У Чхоль — «Коханці в Парижі»                                           |
| Найкращий режисерський дебют - Кім Чін Ман — «Ірландія» - Чі Йон Су — «О! Пхіль Син і Пон Сун Йон» - Сін У Чхоль — «Коханці в Парижі»                                                                | Найкращий сценарій - Кім Ин Сок, Кан Ин Джон — «Коханці в Парижі» - Ін Чон Ок — «Ірландія» - Лі Кьон Хі — «Пробач, я кохаю тебе»                                                               |
| Найкраща чоловіча роль - Со Чі Соп — «Пробач, я кохаю тебе» як Чха Му Хьок - Кім Мьон Мін — «Безсмертний адмірал Лі Сунсін» як Лі Сунсін - Пак Сін Ян — «Коханці в Парижі» як Хан Кі Джу             | Найкраща жіноча роль - Кім Чон Ин — «Коханці в Парижі» як Кан Тхе Йон - Ко Хьон Джон — «Весняний день» як Со Чон Ин - Сон Хє Кьо — «Повний дім» як Хан Чі Ин                                   |
| Найкращий акторський дебют (чоловіки) - Ерік Мун — «Супер новачок» як Кан Хо - Хьон Бін — «Ірландія» як Кан Ґук - Че Хі — «Зухвала дівчина Чхун Хян» як Лі Мон Рьон                                  | Найкращий акторський дебют (жінки) - Лі Да Хе — «Доля небес» як Юн Чхо Вон/Мун Чхо Вон - Хан Хє Джін — «Будь сильна, Кимсун!» як На Ким Сун - Ім Су Чон — «Пробач, я кохаю тебе» як Сон Ин Чхе |
| Найкращий учасник розважальної програми - Cultwo — «Люди шукають можливість посміятися» - Пак Су Хон — «Недільна недільна ніч» - Ю Че Сок — «Правдива гра»                                           | Найкраща учасниця розважальної програми - Пак Хі Джін — «Привіт, Франческо» - Чон Сон Хі — «Неділя 101 %» - Пак Кьон Рім — «Милий або божевільний»                                             |
| Нагорода за популярність (чоловіки) - Чо Ін Сон — «Весняний день» як Ко Ин Соп - Ерік Мун — «Супер новачок» як Кан Хо                                                                                | Нагорода за популярність (жінки) - Кім Те Хі — «Історія кохання в Гарварді» як Лі Су Ін |

### Інші нагороди
| Нагороди                           | Отримувач |
| ---------------------------------- | --------- |
| Особлива нагорода корейської хвилі | Чхве Чі У |